# 独立の法則
独立の法則（どくりつのほうそく）は、メンデルの法則の1つで、2つの遺伝子は配偶子への分離に関して互いに何の影響も及ぼさないとするものである。

## 概説
グレゴール・ヨハン・メンデルはエンドウを使って交配実験を行い、1組の対立遺伝子について実験を行ない（一遺伝子雑種）、優性の法則と分離の法則を立てた。これは、対立遺伝子の間には優劣関係が有り、両者を同時に持った場合、その個体は顕性の形質を表現型としてしめすこと、子孫を残す際に配偶子には2個の遺伝子が1個ずつ分離して入ることなどを述べたものである。
たとえば、丸い豆を作るエンドウとしわのある豆を作るエンドウの間の雑種第1代では、すべての豆が丸である。これは、丸の遺伝子がしわの遺伝子に対して顕性だからである。他方、その雑種第一代の自家受精では、丸：しわ=3:1 でしわ個体が出現する。これは、雑種第1代には丸としわの遺伝子が入っているから、その配偶子には丸かしわかどちらかが 1:1 で入っていると考え、それらの組み合わせを考えれば簡単に説明できる。
次に、メンデルは複数の対立遺伝子の間の関係を考えた。その結果として得られたのが独立の法則である。

## 実験

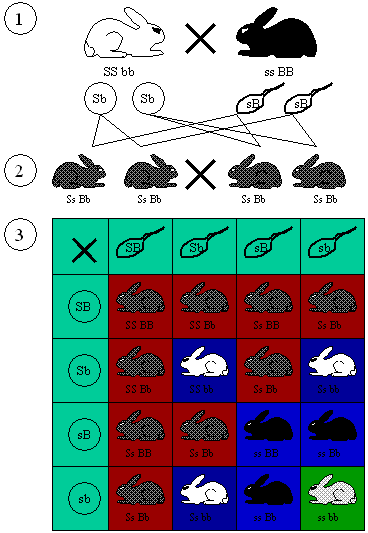
2遺伝子雑種の例

2組の対立遺伝子を含む交雑実験（二遺伝子雑種）は、例えば次のようなものである。
たとえばウサギの例であるが、体毛の短いもの (S) と長いもの (s) という対立形質があり、体毛が黒いもの (B) と白いもの (b) が対立する（括弧内は遺伝子記号）。いずれも前者が顕性の形質である。そこで、短毛白毛の親 (SSbb) と長毛黒毛 (ssBB) の親で交配を行うと、雑種第1代はすべて短毛黒毛 (SsBb) になる。
この雑種第1代同士の間で交配を行うと、それによって得られる雑種第2代は4通りの表現型が出現し、その分離比は
短毛黒毛：短毛白毛：長毛黒毛：長毛白毛 ＝ 9:3:3:1
であった。

## 解釈
この実験結果を遺伝子に基づいて考える。
雑種第1代が形成する配偶子の遺伝子型を考えると、その配偶子にはSかs、それにBかbが入っていることになる。そこでそれらの組み合わせを単純に考えれば、SB、Sb、sB、sbの4通りが作れる。この4通りを組み合わせれば、上記の表現型と分離比が導き出せる。
これは、ここに特に何かの法則が働いているようには見えないが、これが独立の法則である。というのは、独立の法則とは、個別の遺伝子がそれぞれどのように配偶子に分配されるかは、互いに全く独立である、というものである。たとえば、上記の実験では、sとB、Sとbは同じ個体に入っていたものである。もしも、同じ体に入っていた遺伝子同志では引き合う、というような傾向があれば、雑種第1代の形成する配偶子ではそのような組み合わせの遺伝子型の配偶子がより数多くなるであろう。逆に、同一の個体に由来する遺伝子間に反発があれば、それとは逆の傾向が生じるはずである。いずれにせよ、その結果は、雑種第2代の分離比は上記のようにならないであろう。異なる遺伝子間ではそのような働き合いがまったく存在しない、というのがこの法則の主張である。

## 適用の限界
メンデルの法則の再発見以後、すぐにメンデルの遺伝子は染色体上にあると考えられるようになる（染色体説）。このことは独立の法則と大きなかかわりをもつことになる。
メンデルの法則は、遺伝子の性質よりも、染色体のふるまいの説明に近い面がある。独立の法則に関しても、これは染色体はそれぞれバラバラになっており、互いに引き合ったりはしない、という風に解釈できる。ただ、遺伝形質の数は、一種の生物について数百以下ではあるまい。他方、ほとんどの生物では染色体数は数十個以下である。このことは、染色体1個当たり、少なくとも数十個、おそらくはそれを遙かに超える数の遺伝子があることを意味する。そして、染色体がひとつながりの固まりである以上、その上の遺伝子は一緒に動くことが考えられる。その場合、当然それらの遺伝子には独立の法則は働かない。
実際のところ、このことを知っていたと思われるメンデルは予備実験に際して22の対立形質を取り上げているが、本実験ではそのうちの7つに絞っている。現在ではエンドウの染色体数は2n=14であることが知られており、これ以上の数の遺伝子を取り上げれば必ず独立の法則は破綻する。交配実験から、エンドウの染色体数を探り当てたと言ってもいいかもしれない。ただ、メンデルは自分の立てた法則に必ずしも従わない例があることを知っていたから、例外が多数あることを踏まえたうえで、それでもこの法則を取り上げる価値があるとの判断をもったものと思われる。
したがって、メンデルの法則の再発見後、遺伝子が染色体上にあると考えられるようになって、すぐさま独立の法則は問題視されるようになった。

## 染色体との関係
遺伝子が染色体の上にあるとして、この問題を理屈だけで考えれば、次の2つの場合があることが分かる。
1. 2組の対立遺伝子がそれぞれ別個の染色体上にある場合
2. 2組の対立遺伝子が同一の染色体上にある場合

1.が独立の法則が成立する場合である。メンデルはあえてこのケースのみを取り上げ、法則として提示したとも言える。
2.が問題の場合であるが、まず考えられるのは、その場合の2組の遺伝子は一緒に動くことになる、ということである。たとえば先のウサギの例で、もしも短毛と白毛、長毛と黒毛の遺伝子が同一の染色体の上にあれば、短毛の遺伝子と白毛の遺伝子、長毛と黒毛の遺伝子は行動を共にする、つまり同じ配偶子に入るであろう。雑種第1代の配偶子の遺伝子型はSbとsBの2通りになり、それらの組み合わせを考えれば、第2代の表現型は
短毛白毛：短毛黒毛：長毛黒毛＝1：2：1
となる。このような、同一染色体上に複数の遺伝子がある状態を連鎖と呼ぶ。
このように、連鎖というのは独立の状態と共に、染色体説から得られる当然の帰結である。事実、すぐに連鎖とその結果と見られる実験結果が得られた。しかし、実際に発見されたのはもう少しややこしい現実であった。連鎖と同時に組み換えが発見されたからである。